# Miroslav Hermer
Miroslav Hermer (* 23. listopadu 1960) je bývalý slovenský fotbalista, obránce.

## Fotbalová kariéra
V československé lize hrál za Tatran Prešov a Dynamo České Budějovice. V československé lize nastoupil v 71 utkáních a dal 2 góly.

## Ligová bilance
| Ročník                                   | Zápasy | Góly | Klub                    |
| ---------------------------------------- | ------ | ---- | ----------------------- |
| 1. československá fotbalová liga 1982/83 | 4      | 0    | Tatran Prešov           |
| 1. československá fotbalová liga 1983/84 | 17     | 2    | Tatran Prešov           |
| 1. československá fotbalová liga 1984/85 | 8      | 0    | Tatran Prešov           |
| 1. československá fotbalová liga 1985/86 | 5      | 0    | Tatran Prešov           |
| 1. československá fotbalová liga 1985/86 | 12     | 0    | Dynamo České Budějovice |
| 1. československá fotbalová liga 1986/87 | 25     | 0    | Dynamo České Budějovice |
| Česká národní fotbalová liga 1987/88     | 10     | 0    | Dynamo České Budějovice |
| Česká národní fotbalová liga 1988/89     | 29     | 4    | Dynamo České Budějovice |
| CELKEM                                   | 71     | 2    |                         |